# آرمودافینیل
آرمودافینیل (نام تجاری Nuvigil) ترکیب انانتیوپور داروی یوژروئیک مودافینیل (Provigil) است. این دارو فقط از انانتیومر (R)-(-)- مودافینیل راسمیک تشکیل شده‌است. آرمودافنیل نخستین بار توسط شرکت داروسازی سفالون تولید شد و در ژوئن ۲۰۰۷ موفق به اخذ تاییدیه سازمان غذا و دارو (آمریکا) شد. در سال ۲۰۱۶، FDA نخستین مجوز نسخه ژنریک آرمودافینیل را به شرکت مایلن برای عرضه در ایالات متحده اعطا کرد.
از آنجایی که آرمودافینیل نیمه عمر طولانی‌تری نسبت به مودافینیل دارد، ممکن است در بهبود بیداری در بیماران مبتلا به خواب آلودگی بیش از حد در طول روز موثرتر باشد.